# Los Valles (Turón)

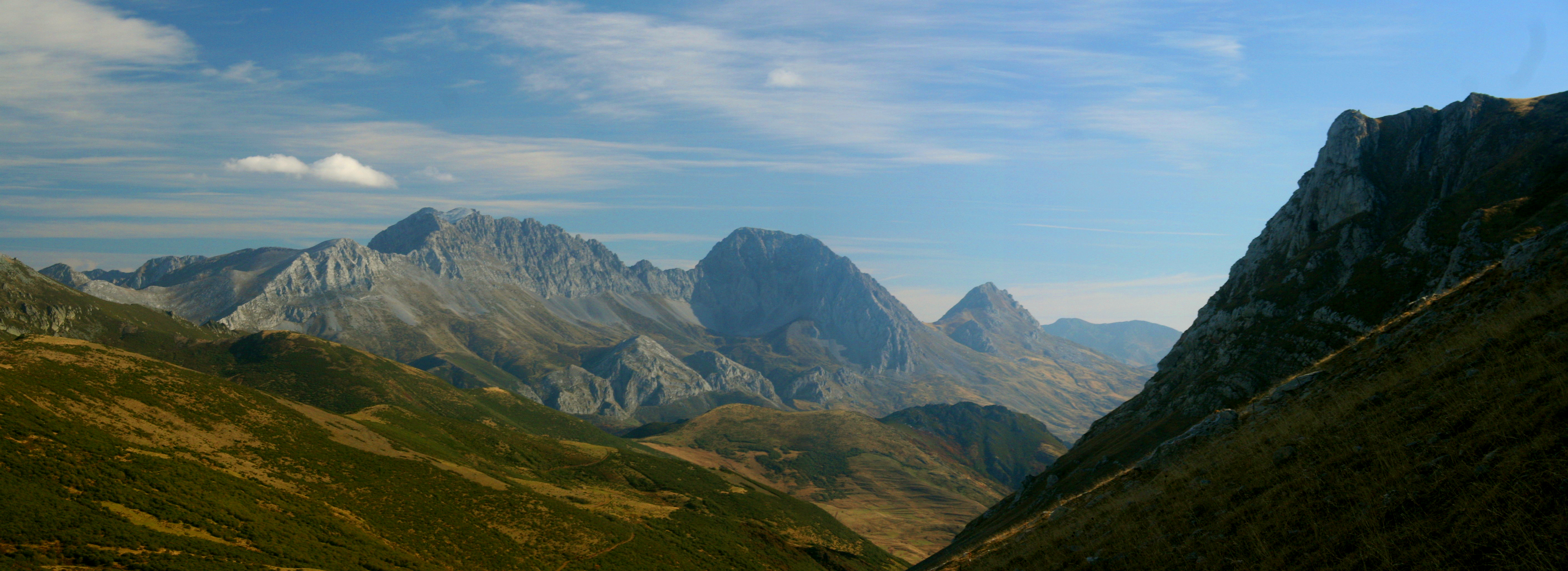
Macizo de Las Ubiñas.

Los Valles (en asturiano y oficialmente Los Vaḷḷes) es un pueblo de la parroquia de Turón, perteneciente al concejo de Mieres (Asturias). Se encuentra en el Valle de Turón, está situado a una altitud de 450 metros sobre el nivel del mar y alberga una población de unas 10 personas.
Tiene orientación sur, rodeado de bosques o matas de castaño y unas vistas preciosas tanto al Valle en el que está, el de Turón, como al macizo de las ubiñas, Peña Rueda y la Sierra del Aramo.
Su población tradicionalmente minera en los últimos 150 años ha vuelto a las labores del campo que realmente nunca se habían perdido con la industrialización del siglo XX, se cultiva o se sema la patata, faba, cebolla, tomate y toda clase de verduras aprovechando el clima templado del que disfruta prácticamente todo el año y las abundantes lluvias.
También la ganadería ocupa a parte de sus habitantes, estas actividades son realizadas de una forma no profesional ya que nadie directamente vive de ello sino de la industria o sus pensiones. Llegado a este punto decir que la población es de edad elevada.
Tiene dos conexiones por carretera una por el Valle de Turón desde la Cuadriella y otra desde Mieres en el barrio de Bazuelo, como gran característica señalar que la calzada de la carretera se encuentra asentada sobre una antigua trinchera minera por la que circulaban hasta 1958 trenes cargados de hulla procedentes de la mina La llama, con lo que su trazado es totalmente llano. Además de la carretera existe un Camino Real, el Camino real de Vegalafonte, en uso permanente como vía de comunicación hasta los años setenta fecha de apertura de la carretera, este camino se bifurca en Los Valles para dar servicio a los pueblos de Vegalafonte y el Riquixiu ambos ladera arriba a una altititud de unos 500 metros.